# Zlatan Vrkljan
Zlatan Vrkljan (Zagreb, 17. veljače 1955.) - hrvatski slikar, sveučilišni profesor i akademik HAZU-a
Rođen je u Zagrebu 17. veljače 1955. Maturirao je na bjelovarskoj gimnaziji 1973. godine. Diplomirao je na Akademiji likovnih umjetnosti u Zagrebu 1979. u klasi prof. Šime Perića. Od 1979. do 1981. godine suradnik je majstorske radionice prof. Ljube Ivančića i Nikole Reisera, od 1987. do 1994. godine asistent je i docent na Akademiji likovnih umjetnosti u Zagrebu, a od 2006. izvanredni profesor.
Inicijator je i jedan od suosnivača galerije „Arteria” i njezin umjetnički direktor od 1994. do 1999. godine. Sudjelovao je na 65 skupnih izložbi u zemlji i inozemstvu, među kojima treba posebno istaknuti sudjelovanje na Bijenalu u Kairu 1998. i na Venecijanskom bijenalu 1999. Osim toga izlagao je na izložbama u: Santiago de Chileu, Seulu, Buenos Airesu, Parizu, Moskvi, Beogradu, Sarajevu, Ljubljani. Dobitnik je brojnih nagrada, kao na primjer: Nagrade 9. salona mladih 1979., Nagrade Josip Račić 1988., Nagrade međunarodnog žirija 7. međunarodnog bijenala u Kairu 1998., Premije u San Cascianu de Bagni 1999.
Slikar je brzih stilskih promjena. Isprva je slikao u duhu poetičnosti Paula Kleea i metafizike Gabrijela Stupice, istodobno radio minimalističke skulpture istančane kromatike, potom imao ciklus narativnih kompozicija antičke i kršćanske tematike („Suzana i starci”, 1986). Kasnije se okrenuo monokromatskom slikarstvu pa slijedi razdoblje slikarskog pozitivizma i portreta.
Donirao je dio svojih radova Gradskom muzeju Bjelovar, što je najvrednija donacija tom muzeju do sada.
Dobitnik je godišnje nagrade Vladimir Nazor‎ 2006. godine. ‎Dobio je i odličje Red Danice hrvatske s likom Marka Marulića za osobite zasluge u hrvatskoj kulturi 1996. Član je Hrvatske akademija znanosti i umjetnosti od 2014. godine.